# گلن‌وود لندینگ (نیویورک)
گلن‌وود لندینگ (به انگلیسی: Glenwood Landing) یک منطقهٔ مسکونی در ایالات متحده آمریکا است که در شهرستان نساو، نیویورک واقع شده‌است. گلن‌وود لندینگ ۲٫۶ کیلومتر مربع مساحت و ۳٬۷۷۹ نفر جمعیت دارد و ۳۰ متر بالاتر از سطح دریا واقع شده‌است.